# コレカツ嵐
『コレカツ嵐』（これかつあらし）は、2016年1月3日にフジテレビ系列にて放送されたバラエティ番組である。嵐の冠番組。

## 概要
豪華ゲストが「これなら嵐に勝てる」という企画を持ち込んで、嵐と真剣勝負を繰り広げる。
当日は『アラおめ!2016』と題し、当番組の後に放送される『VS嵐』新春3時間SPと、二宮和也主演のドラマ『坊っちやん』と合わせて、フジテレビでは夕方から夜まで7時間15分に渡って嵐による番組を編成された。
以後、「『VS嵐』特別編」として放送。後述の「チームワーク対決」は、同年2月4日から8月4日まで『VS嵐』で1コーナーとして行われた。

## 出演者

### 司会
- 嵐
  - 大野智
  - 櫻井翔
  - 相葉雅紀
  - 二宮和也
  - 松本潤

### ナレーション・天の声
- 佐野瑞樹（フジテレビアナウンサー）

### ゲスト

#### コレカツ軍団
- 千原ジュニア（千原兄弟）
- 高橋茂雄（サバンナ）
- 藤本敏史（FUJIWARA）
- 綾部祐二（ピース）

#### 助っ人
- 芦田愛菜
- KABA.ちゃん
- IKKO
- バービー（フォーリンラブ）
- 佐藤南帆
- 山本昌広（元中日ドラゴンズ投手）

## 放送内容

### 早泣き対決
対芦田愛菜＆綾部祐二。一番早く涙を流した人のチームが勝利。

### 見極め対決
対KABA.ちゃん＆IKKO。数ある女装した人物の写真を見極め、より体重の軽い者を当てる。合計体重が軽いチームが勝利。

### チームワーク対決
対コレカツ軍団。出されるお題やシチュエーションに対して、各チームのリーダーが取る行動を当てる。

### レシーブコントロール対決
対バービー＆佐藤南帆。テニスボールをモニターに打ち返し、部分的に現れる絵・写真が何かを当てる。

### ラジコン対決
対山本昌広。ラジコンカーを操縦し、風船を割る。嵐はハンデとして2人で挑む。

## 主なスタッフ
- 作・構成：
- ナレーション：佐野瑞樹
- TM：
- MA：
- 編集：
- CG：
- 営業：
- 宣伝：
- 編成：
- 広報：
- AP：
- 演出：萬匠祐基
- プロデューサー：双川正文、金佐智絵
- チーフプロデューサー：三浦淳
- 制作協力：ザ・スピンクラス、ガスコイン・カンパニー
- 製作：フジテレビ

## 放送時間
- 日曜16:15 - 18:00（JST）
  - 当番組は『日曜スペシャル』扱いはされない。17:30の『FNNみんなのニュースWeekend』は年末年始体制により、16:00 - 16:15（JST）に『FNNニュース』として放送。